# Gare de La Réole
La gare de La Réole est une gare ferroviaire française de la ligne de Bordeaux-Saint-Jean à Sète-Ville, située sur le territoire de la  commune de La Réole, dans le département de la Gironde en région Nouvelle-Aquitaine.
Elle est mise en service en 1855 par la Compagnie des chemins de fer du Midi et du Canal latéral à la Garonne (Midi). 
C'est une gare voyageurs de la Société nationale des chemins de fer français (SNCF) du réseau TER Nouvelle-Aquitaine, desservie par des trains express régionaux.

## Situation ferroviaire
Établie à 25 mètres d'altitude, la gare de La Réole est située au point kilométrique (PK) 60,457 de la ligne de Bordeaux-Saint-Jean à Sète-Ville, entre les gares de Gironde et de Lamothe-Landerron.
En gare se trouve la sous-station 1,5 kV - CC du Mirail.

## Histoire

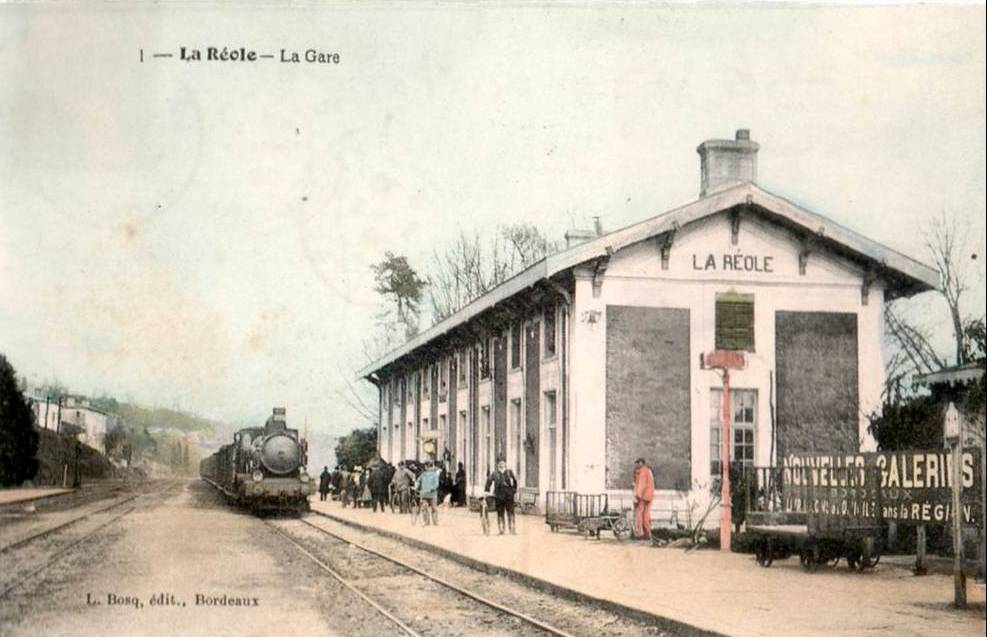
La gare au début du XXe siècle. Vue en direction d'Agen.

La station de La Réole est mise en service le 4 décembre 1855 par la Compagnie des chemins de fer du Midi et du Canal latéral à la Garonne (Midi), lorsqu'elle ouvre à l'exploitation la section de Langon à Tonneins de son chemin de fer de Bordeaux à Cette.
En 2014, c'est une gare voyageur d'intérêt régional (catégorie B : la fréquentation est supérieure ou égale à 100 000 voyageurs par an de 2010 à 2011), qui dispose de deux quais, un abri et une passerelle.

## Fréquentation
De 2015 à 2023, selon les estimations de la SNCF, la fréquentation annuelle de la gare s'élève aux nombres indiqués dans le tableau ci-dessous.
| Année                     | 2015    | 2016    | 2017    | 2018    | 2019    | 2020    | 2021    | 2022    | 2023    |
| ------------------------- | ------- | ------- | ------- | ------- | ------- | ------- | ------- | ------- | ------- |
| Voyageurs                 | 197 320 | 196 201 | 205 696 | 195 791 | 216 950 | 149 559 | 210 974 | 268 412 | 293 048 |
| Voyageurs + non voyageurs | 246 650 | 245 251 | 257 120 | 244 738 | 271 188 | 186 949 | 263 718 | 335 515 | 366 310 |

## Service des voyageurs

### Accueil
Gare SNCF, elle dispose d'un bâtiment voyageurs, avec guichet, ouvert tous les jours. Elle est équipée d'automates pour l'achat de titres de transport TER.
Une passerelle permet la traversée des voies et l'accès aux quais.

### Desserte
La Réole est une gare voyageurs du réseau TER Nouvelle-Aquitaine, desservie par des trains express régionaux de la relation Bordeaux - Langon - Agen (ligne 44).

### Intermodalité
Un parc pour les vélos (10 emplacements) et un parking pour les véhicules y sont aménagés.

## Patrimoine ferroviaire
Le bâtiment voyageurs d'origine érigé par la Compagnie du midi  est présent sur le site.

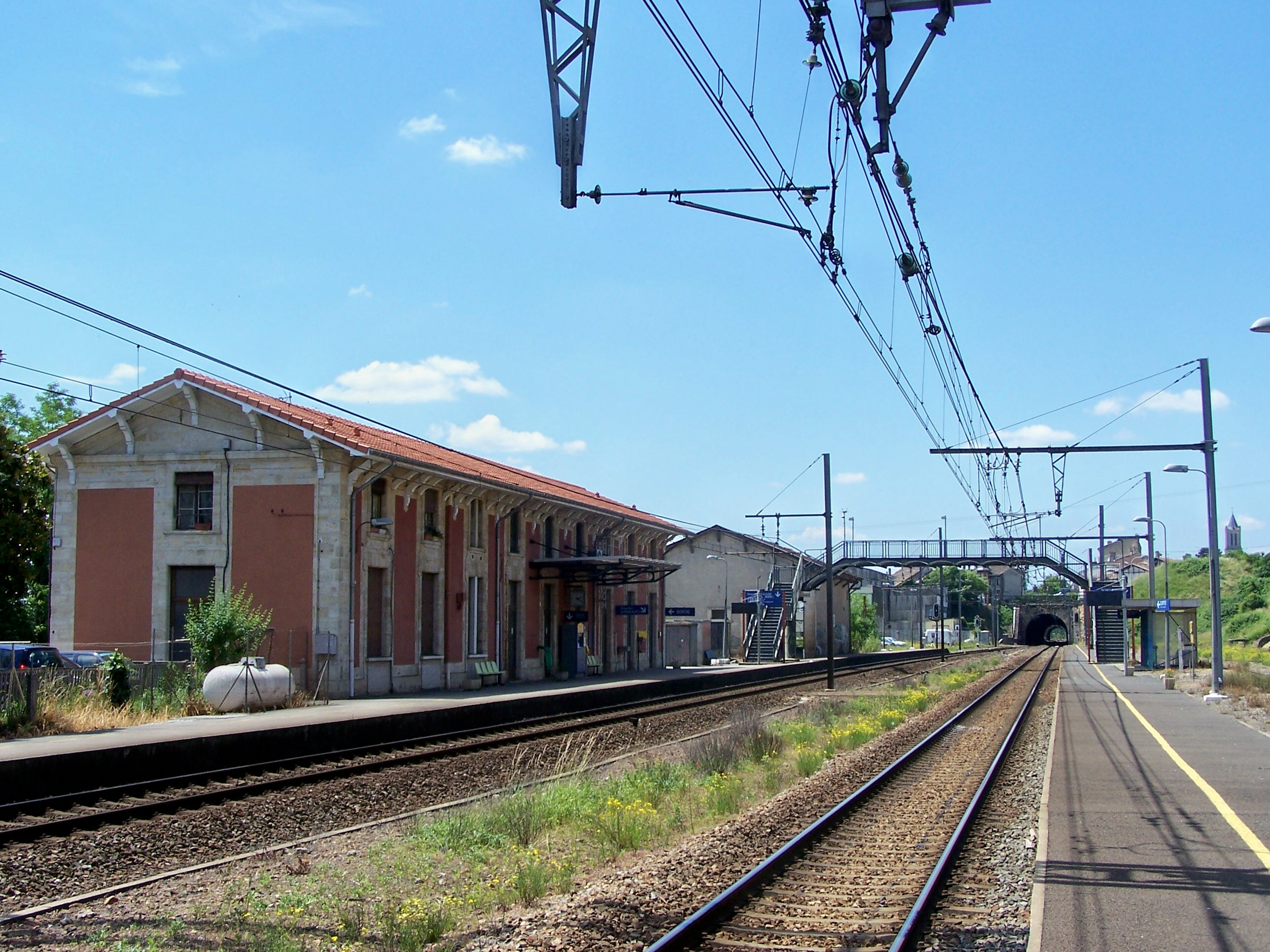
Vue en direction de Bordeaux, pont piétonnier et tunnel (juin 2009).
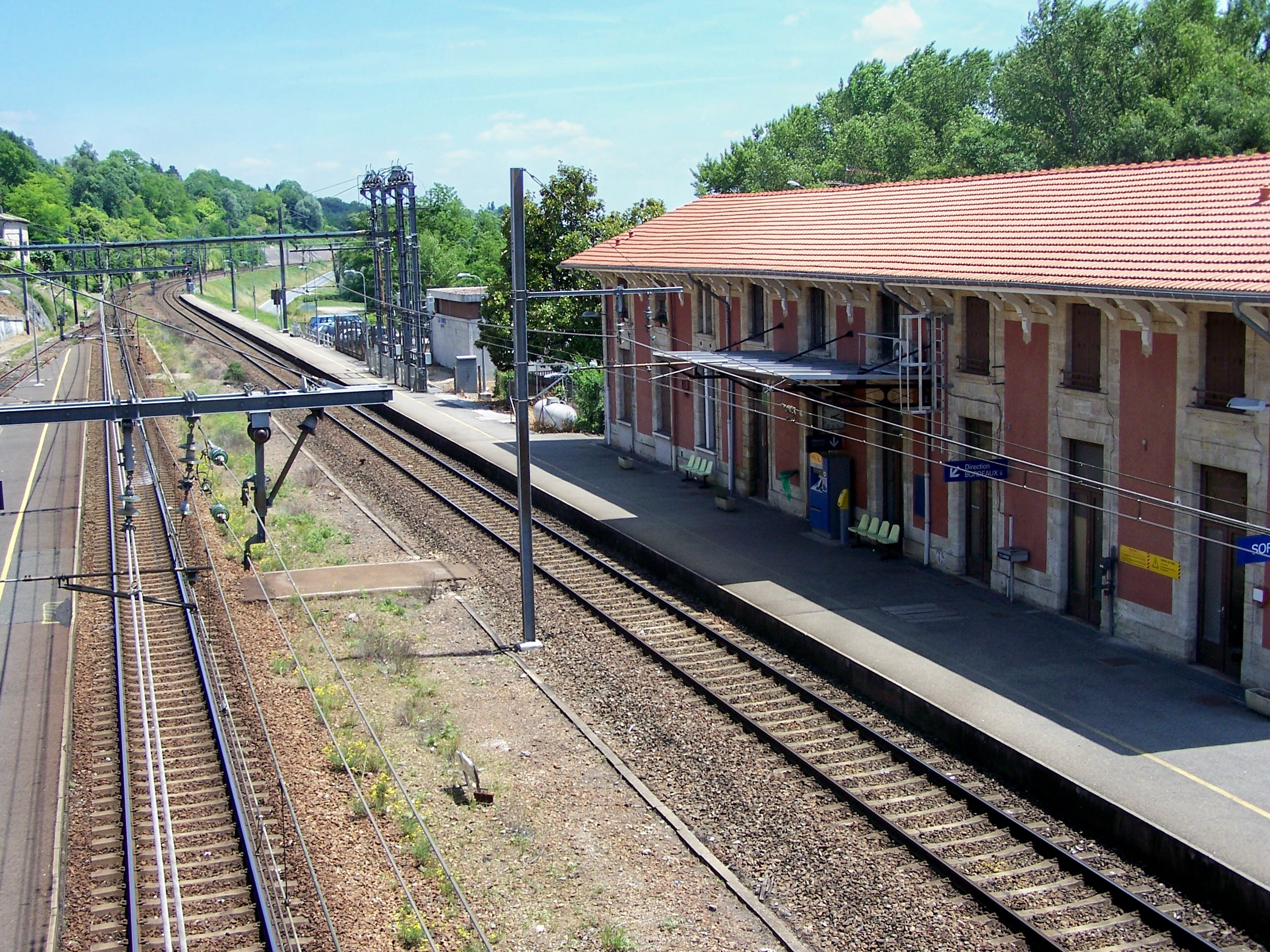
Vue du pont en direction d'Agen (juin 2009).

## Galerie de photographies

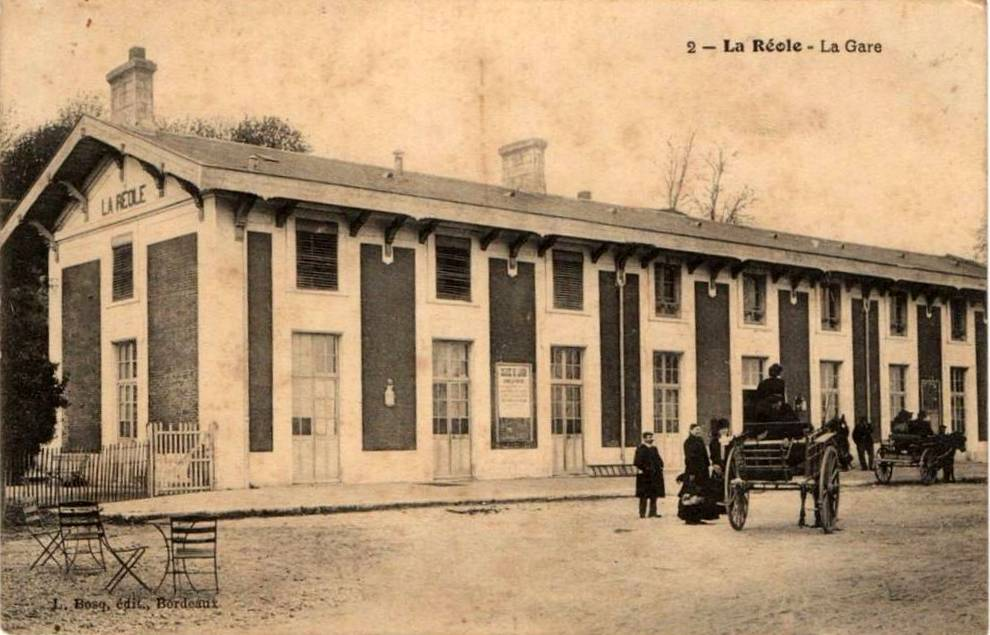
La gare au début du XXe siècle, côté cours.
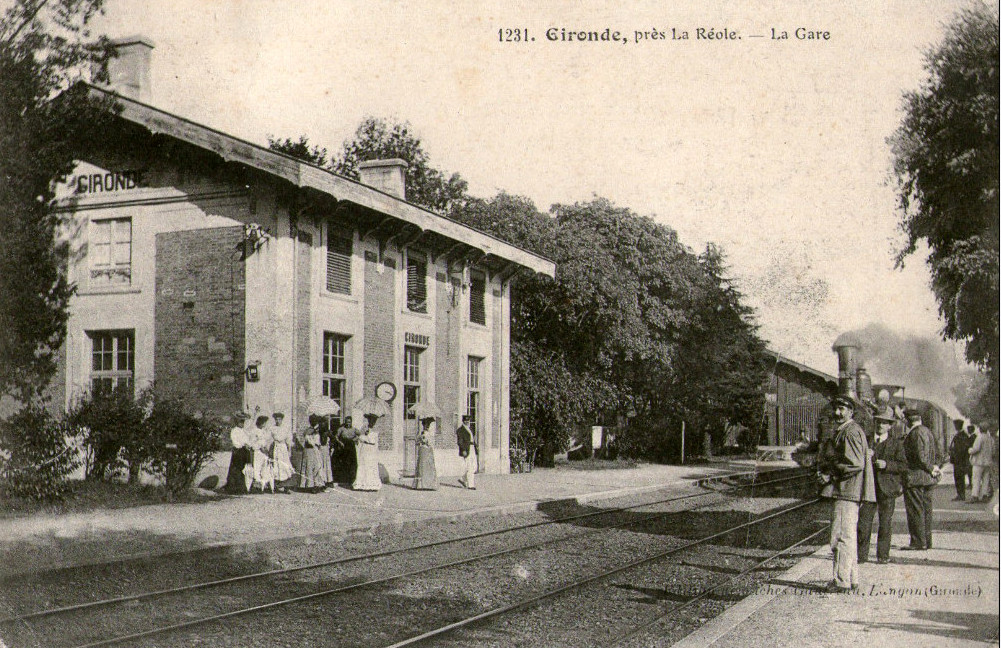
La gare au début du XXe siècle, côté voies.
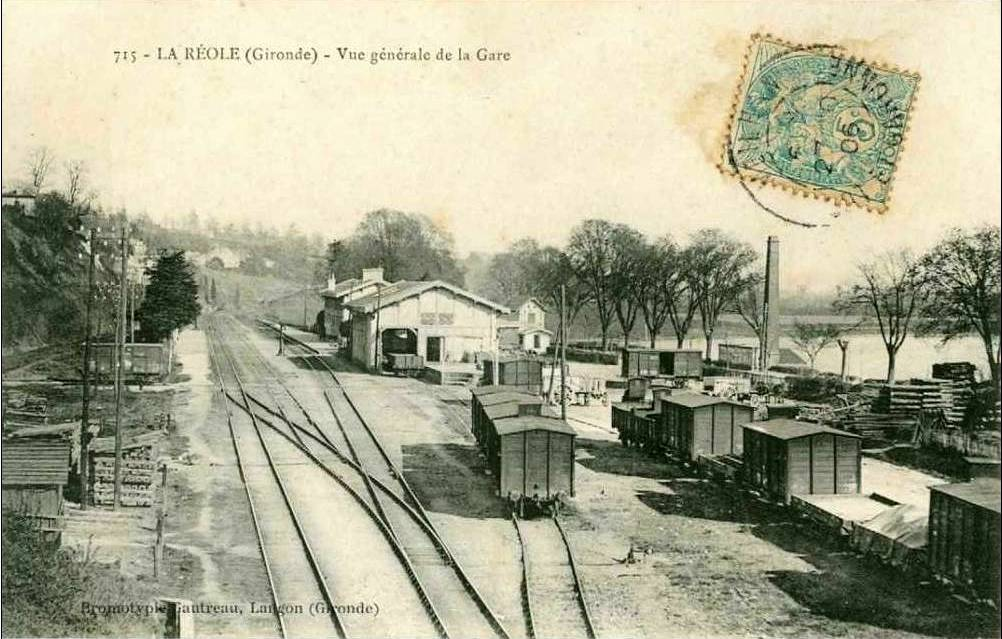
La gare au début du XXe siècle, bâtiment marchandises.
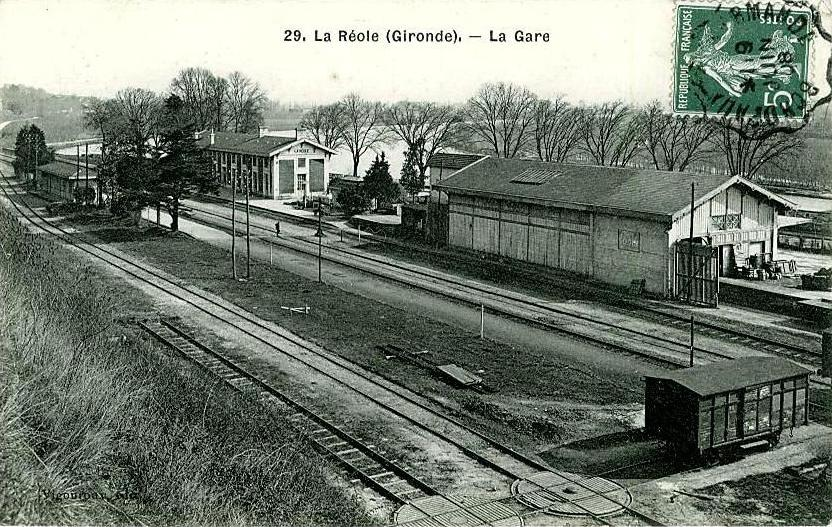
La gare au début du XXe siècle, bâtiment marchandises et plaque tournante au premier plan.
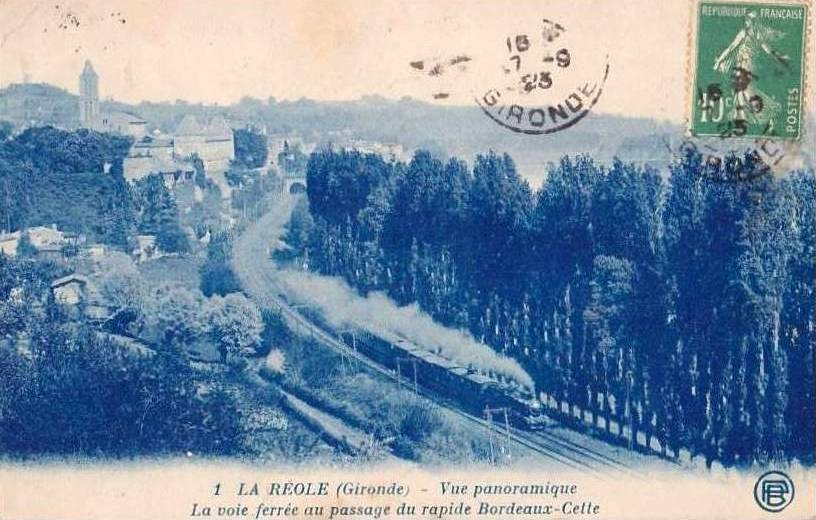
La voie ferrée en direction la gare (début du XXe siècle).
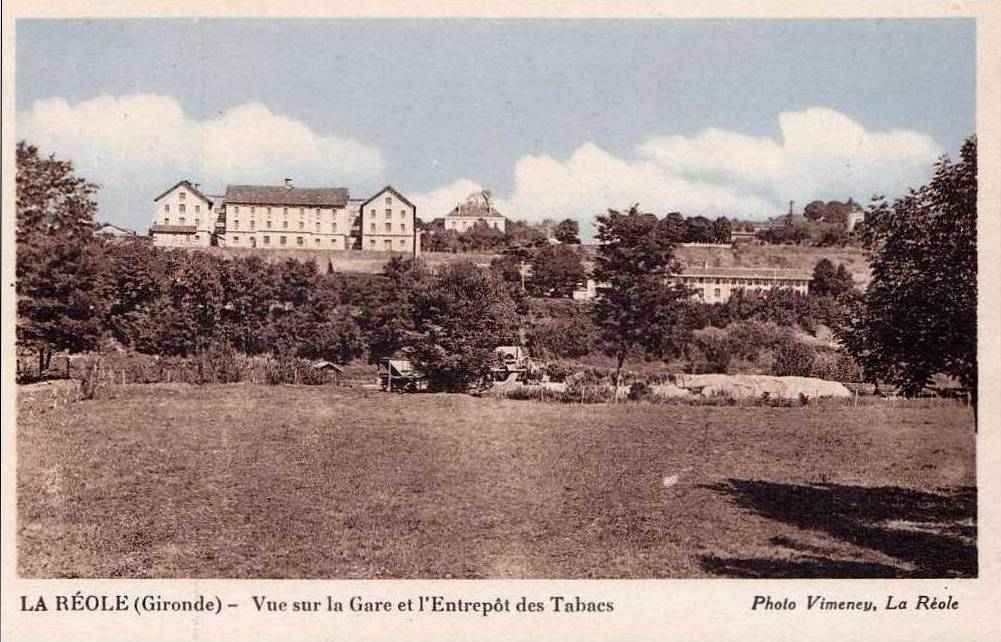
La gare (au milieu des arbres) surplombée par la manufacture des tabacs.